# Miss Univers 1982
 (octobre 2015).
Miss Univers 1982, 31e édition du concours de Miss Univers a lieu le 26 juillet 1982, au Coliseo Amauta, à Lima, Pérou. 
Karen Dianne Baldwin, Miss Canada, âgée de 18 ans, remporte le prix.

## Résultats
| Classement final  | Candidates |
| ----------------- | --- |
| Miss Univers 1982 | - Canada - Karen Dianne Baldwin |
| 1st runner-up     | - Guam - Patty Chong Kerkos |
| 2nd runner-up     | - Italie - Cinzia De Ponti |
| 3rd runner-up     | - Grèce - Tina Roussou |
| 4th runner-up     | - USA - Terri Utley |
| Top 12            | - Afrique du Sud - Odette Scrooby - Angleterre - Della Frances Dolan - Pérou - María Francesca Zaza - Brésil - Celice Marques - Finlande - Sari Kaarina Aspholm - Uruguay - Silvia Beatriz Vila - Allemagne - Kerstin Paeserack |

### Scores de la demi-finale
| \| Pays \| Moyenne préliminaire \| Interview \| Maillot de bain \| Robe du soir \| Moyenne de la demi-finale \| \| -------------- \| -------------------- \| ---------- \| --------------- \| ------------ \| ------------------------- \| \| Guam \| 7.892 (5) \| 8.867 (1) \| 8.692 (1) \| 8.355 (4) \| 8.638 (1) \| \| Canada \| 7.761 (9) \| 8.400 (5) \| 8.275 (3) \| 8.525 (3) \| 8.400 (2) \| \| Grèce \| 7.847 (6) \| 8.042 (8) \| 8.325 (2) \| 8.317 (5) \| 8.228 (3) \| \| Italie \| 7.714 (11) \| 7.925 (9) \| 8.067 (5) \| 8.608 (2) \| 8.200 (4) \| \| USA \| 8.131 (2) \| 8.425 (4) \| 8.192 (4) \| 7.925 (8) \| 8.181 (5) \| \| Afrique du Sud \| 8.406 (1) \| 8.583 (2) \| 7.225 (10) \| 8.707 (1) \| 8.172 (6) \| \| Angleterre \| 8.100 (3) \| 8.433 (3) \| 7.808 (7) \| 8.167 (7) \| 8.137 (7) \| \| Pérou \| 7.797 (8) \| 8.218 (6) \| 7.508 (8) \| 8.292 (6) \| 8.006 (8) \| \| Brésil \| 8.011 (4) \| 8.133 (7) \| 7.892 (6) \| 7.917 (9) \| 7.981 (9) \| \| Finlande \| 7.719 (10) \| 7.808 (10) \| 7.408 (9) \| 7.908 (10) \| 7.708 (10) \| \| Uruguay \| 7.594 (12) \| 7.692 (11) \| 7.167 (11) \| 7.783 (11) \| 7.547 (11) \| \| Allemagne \| 7.808 (7) \| 7.204 (12) \| 7.008 (12) \| 7.483 (12) \| 7.232 (12) \| | Winner First Runner-up Second Runner-up Third Runner-up Fourth Runner-up Top 12 Semifinalist (#) Rank in each round of competition |            |                 |              |                           |
| Pays | Moyenne préliminaire | Interview  | Maillot de bain | Robe du soir | Moyenne de la demi-finale |
| Guam | 7.892 (5) | 8.867 (1)  | 8.692 (1)       | 8.355 (4)    | 8.638 (1)                 |
| Canada | 7.761 (9) | 8.400 (5)  | 8.275 (3)       | 8.525 (3)    | 8.400 (2)                 |
| Grèce | 7.847 (6) | 8.042 (8)  | 8.325 (2)       | 8.317 (5)    | 8.228 (3)                 |
| Italie | 7.714 (11) | 7.925 (9)  | 8.067 (5)       | 8.608 (2)    | 8.200 (4)                 |
| USA | 8.131 (2) | 8.425 (4)  | 8.192 (4)       | 7.925 (8)    | 8.181 (5)                 |
| Afrique du Sud | 8.406 (1) | 8.583 (2)  | 7.225 (10)      | 8.707 (1)    | 8.172 (6)                 |
| Angleterre | 8.100 (3) | 8.433 (3)  | 7.808 (7)       | 8.167 (7)    | 8.137 (7)                 |
| Pérou | 7.797 (8) | 8.218 (6)  | 7.508 (8)       | 8.292 (6)    | 8.006 (8)                 |
| Brésil | 8.011 (4) | 8.133 (7)  | 7.892 (6)       | 7.917 (9)    | 7.981 (9)                 |
| Finlande | 7.719 (10) | 7.808 (10) | 7.408 (9)       | 7.908 (10)   | 7.708 (10)                |
| Uruguay | 7.594 (12) | 7.692 (11) | 7.167 (11)      | 7.783 (11)   | 7.547 (11)                |
| Allemagne | 7.808 (7) | 7.204 (12) | 7.008 (12)      | 7.483 (12)   | 7.232 (12)                |

## Prix spéciaux
| Prix                  | Candidates                                                                               |
| --------------------- | ---------------------------------------------------------------------------------------- |
| Best National Costume | - Pérou - María Francesca Zaza - Brésil - Celice Marques - Uruguay - Silvia Beatriz Vila |
| Miss Congeniality     | - Îles Caïmans - Maureen Theresa Lewis                                                   |
| Miss Photogenic       | - Bahamas - Ava Marilyn Burke                                                            |
| Miss Press            | - Guam - Patty Chong Kerkos                                                              |

## Ordre d'annonce des finalistes

### Top 12
1. Canada
2. Brésil
3. Italie
4. Afrique du Sud
5. Finlande
6. Pérou
7. Guam
8. États-Unis
9. Allemagne
10. Grèce
11. Angleterre
12. Uruguay

### Top 5
1. Grèce
2. États-Unis
3. Guam
4. Canada
5. Italie

## Juges
- Carole Bouquet
- David Copperfield
- Ron Duguay
- Ira von Fürstenberg
- Dong Kingman
- Peter Marshall
- David Merrick
- Franco Nero
- Beulah Quo
- Cicely Tyson
- Mario Vargas Llosa
- Gladys Zender

## Candidates
- Argentine – María Alejandra Basile
- Aruba – Noriza Antonio Helder
- Australie – Lou Ann Ronchi
- Autriche – Elisabeth Kawan
- Bahamas – Ava Marilyn Burke
- Belgique – Marie-Pierre Lemaitre
- Belize – Sharon Kay Auxilliou
- Bermudes – Heather Ross
- Bolivie – Sandra Villaroel
- Brésil – Celice Pinto Márques da Silva
- Îles Vierges britanniques – Luce Dahlia Hodge
- Canada – Karen Baldwin
- Îles Caïmans – Maureen Theresa Lewis
- Chili – Jennifer Purto Arab †
- Colombie – Nadya Santacruz
- Costa Rica – Liliana Corella Espinoza
- Curaçao – Minerva Ranila Heiroms
- Danemark – Tina Maria Nielsen
- République dominicaine – Soraya Morey
- Équateur – Jacqueline Burgos
- Salvador – Jeanette Marroquín
- Angleterre – Della Frances Dolan
- Finlande – Sari Kaarina Aspholm
- France – Martine Philipps
- Allemagne – Kerstin Natalie Paeserack
- Grèce – Tina Roussou
- Guadeloupe – Lydia Galin
- Guam – Patty Chong Kerkos
- Guatemala – Edith Whitbeck
- Pays-Bas – Brigitte Diereckx
- Honduras – Eva Lissethe Barahona
- Hong Kong – Angie Leung
- Islande – Gudrun Moller
- Inde – Pamela Chaudry Singh
- Indonésie – Sri Yulyanti
- Irlande – Geraldine Mary McGrory
- Israël – Deborah Naomi Hess
- Italie – Cinzia Fiordeponti
- Japon – Eri Okuwaki
- Korea – Sun-hee Park
- Malaisie – Siti Rohani Wahid
- Malte – Rita Falzon
- Martinique – Corine Soler
- Mexique – María del Carmen López
- Namibie – Deseree Anita Kotze
- Nouvelle-Calédonie – Lenka Topalovitch
- Nouvelle-Zélande – Sandra Helen Dexter
- Îles Mariannes du Nord – Sheryl Sonoda Sizemore
- Norvège – Janett Krefting
- Panama – Isora de Lourdes López
- Papouasie-Nouvelle-Guinée – Moi Eli
- Paraguay – Maris Villalba
- Pérou – María Francesca Zaza Reinoso
- Philippines – Maria Isabel Lopez
- Portugal – Ana Maria Valdiz
- Porto Rico – Lourdes Mantero
- La Réunion – Marie Micheline Ginon
- Écosse – Georgina Kearney
- Singapour – Judicia Nonis
- Afrique du Sud – Odette Octavia Scrooby
- Espagne – Cristina Pérez Cottrell
- Sri Lanka – Ann Monica Tradigo
- St. Maarten – Liana Elviara Brown
- Surinam – Vanessa de Vries
- Suède – Anna Kari Maria Bergström
- Suisse – Jeannette Linkenheill
- Thaïlande – Nipaporn Tarapanich
- Transkei – Noxolisi Mji
- Trinité-et-Tobago – Suzanne Traboulay
- Turquie – Canan Kakmaci
- Îles Turques-et-Caïques – Jacqueline Astwood
- Uruguay – Silvia Beatriz Vila Abavián
- USA – Terri Utley
- Îles Vierges des États-Unis – Ingeborg Hendricks
- Venezuela – Ana Teresa Oropeza
- Pays de Galles – Michelle Donelly
- Samoa – Ivy Evelyn Warner

### Se retirent
- Chypre - Sylvia Spanias Nitsa
- Liban - Dolly Michelle El-Koury)

### Scores du défilé en maillots de bain
- 8.542 South Africa
- 8.483 England
- 8.125 USA
- 8.075 Brazil
- 8.050 Finland
- 7.883 Guam
- 7.842 Germany
- 7.800 Italy
- 7.733 Canada
- 7.658 Peru
- 7.625 Greece
- 7.575 Sweden
- 7.457 Austria
- 7.433 Mexico
- 7.433 New Caledonia
- 7.417 Chile
- 7.412 India
- 7.367 Israel
- 7.292 Uruguay
- 7.258 Scotland
- 7.250 Venezuela
- 7.200 Philippines
- 7.183 Iceland
- 7.167 Japan
- 7.150 Spain
- 7.142 Holland
- 7.133 Wales
- 7.100 Australia
- 7.083 Suriname
- 7.058 Portugal
- 7.042 Hong Kong
- 6.975 Denmark
- 6.967 Aruba
- 6.900 Cayman Islands
- 6.892 Panama
- 6.850 Guatemala
- 6.833 Colombia
- 6.792 Belgium
- 6.783 Argentina
- 6.750 Bahamas
- 6.725 El Salvador
- 6.725 Guadeloupe
- 6.708 New Zealand
- 6.700 France
- 6.700 Norway
- 6.692 Thailand
- 6.683 Namibia
- 6.675 Northern Mariana Islands
- 6.650 Réunion
- 6.650 Switzerland
- 6.633 Paraguay
- 6.633 Puerto Rico
- 6.617 Curaçao
- 6.617 Western Samoa
- 6.600 Bolivia
- 6.600 Malta
- 6.600 US Virgin Islands
- 6.550 Turks & Caicos Islands
- 6.533 Dominican Republic
- 6.492 Singapore
- 6.483 Turkey
- 6.475 Martinique
- 6.450 Korea
- 6.442 Ecuador
- 6.425 Belize
- 6.425 Ireland
- 6.400 Sri Lanka
- 6.308 Bermuda
- 6.300 Transkei
- 6.283 Trinidad & Tobago
- 6.217 Indonesia
- 6.217 Malaysia
- 6.117 Honduras
- 6.083 British Virgin Islands
- 6.050 Papua New Guinea
- 6.033 Costa Rica
- 5.950 St Maartin